# (3) Juno
(3) Juno (del latín: Iūno) fue el tercer asteroide en ser descubierto y es uno de los más grandes del cinturón principal de asteroides, siendo el segundo más pesado dentro de los de tipo S. Fue descubierto el 1 de septiembre de 1804 por el astrónomo alemán Karl Ludwig Harding y bautizado con este nombre en honor a la diosa Juno desde el observatorio Schröter de Lilienthal, Alemania.

## Características
Juno es uno de los asteroides más grandes, ya que posee aproximadamente el 1 % de la masa del cinturón de asteroides. En una clasificación por el tamaño entre todos los asteroides del cinturón, es el décimo y compite con Eunomia por el honor de ser el más grande de los asteroides rocosos de tipo S, aunque las estimaciones más recientes ponen a Juno en segundo lugar.
Entre los asteroides de tipo S es excepcionalmente reflectante, lo que puede indicar unas distintas características de su superficie. Esta alta reflectividad explica su relativamente alta magnitud aparente para un pequeño objeto que no está precisamente cerca del borde interior del cinturón de asteroides. Juno puede alcanzar +7.5 en una oposición favorable, por lo que es más brillante que Neptuno o Titán, y explica que fuera descubierto antes que asteroides mucho más grandes como Higía, Europa, Davida e Interamnia. Sin embargo, en la mayor parte de las oposiciones que tiene Juno, alcanza alrededor de +8.7, apenas visible con prismáticos, y en más pequeñas elongaciones se requiere de un telescopio de 76 mm de apertura para apreciarlo. Este asteroide es el mayor de la familia de Juno de asteroides.

Comparación de tamaño: los primeros diez asteroides, comparados con la Luna terráquea. Juno es el tercero desde la izquierda.

Al principio fue considerado un planeta, como Ceres, Palas, y Vesta. Fue clasificado de nuevo como asteroide, junto con los otros tres, cuando muchos más fueron descubiertos. El pequeño tamaño de Juno y su forma irregular lo excluyeron de haber sido considerado planeta enano conforme a la clasificación de la UAI. Curiosamente en Celestia lo veríamos con forma de elipsoide (como Haumea, Palas, Varuna e Higía)
Juno orbita a una distancia ligeramente más cercana al Sol que Ceres y Palas. Su órbita está moderadamente inclinada, alrededor de 12°, respecto a la eclíptica, pero tiene una excentricidad más alta que la de Plutón. Esta alta excentricidad lleva a Juno más cerca del Sol en el perihelio que a Vesta y más lejos en el afelio que a Ceres. Juno tenía la órbita más excéntrica de cualquier cuerpo conocido hasta que Polimnia fue descubierto en 1854. Aun así, entre los asteroides con más de 200 kilómetros de diámetro, solo Bamberga tiene una órbita más excéntrica.
Juno gira en sentido directo, con el polo norte señalando hacia coordenadas eclípticas (β, λ) = (27°, 103°) con una posibilidad de error de 10°. Esto le hace tener una oblicuidad de la eclíptica de 51°.
Estudios espectroscópicos de su superficie permiten llegar a la conclusión de que Juno podría ser un cuerpo originalmente formado por condrita ordinaria, un grupo común de meteoritos pedregosos que contienen hierro con silicatos como el olivino y el piroxeno.  La temperatura máxima registrada sobre la superficie es aproximadamente de 293 K, el 2 de octubre de 2001. Teniendo en cuenta también la distancia heliocéntrica, la estimación máxima es de 301 K (+28 °C) en el perihelio.
Imágenes infrarrojas revelan que Juno posee un cráter de aproximadamente 100 kilómetros de diámetro, que puede ser el resultado de un impacto geológicamente joven.

## Datos
Algunos datos importantes acerca de Juno son:
- Fue el primer asteroide cuya ocultación fue observada. Juno pasó delante de una débil estrella (SAO 112328) el 19 de febrero de 1958. Desde entonces, se han observado varias ocultaciones de Juno; la más memorable, la del 11 de diciembre de 1979, fue registrada por 18 observadores.[10]

- Las señales de radio de las naves espaciales que pasan por la órbita de Marte o que están posadas sobre su superficie se han usado para estimar la masa de Juno mediante las minúsculas perturbaciones que Marte provoca en su movimiento.[3]

- Un estudio realizado por James Hilton sugiere que la órbita de Juno cambió ligeramente alrededor de 1839, con mucha probabilidad debido a las perturbaciones provocadas por un asteroide que pasó junto a él, cuya identidad no se ha determinado aún. Otra explicación aún más improbable es la del impacto de un cuerpo de gran tamaño.[11]

- En 1996, Juno fue inmortalizado por el telescopio Hooker, situado en el observatorio del Monte Wilson, usando ópticas adaptativas. Las imágenes captaron todas las fases del período de rotación y revelaron una forma irregular (grumosa) con rasgos oscuros en la que se podía apreciar un cráter.[9]

## Juno en la ciencia ficción
- Eón (1985) es una novela de ciencia ficción escrita por Greg Bear. En esta novela Juno aparece bajo el nombre de Thistledown.[12]
- Mobile Suit Gundam (1979) es un anime dirigido por Yoshiyuki Tomino. En él, el asteroide Juno, renombrado como Luna II, ha sido colocado en la órbita lunar, frente a la Luna, con el objetivo de suministrar materiales para la construcción de las colonias espaciales.[13]
- en el anime Sailor Moon Crystal una ex-mientro de Dead Moon Circus Jun Jun, ahora llamada «Sailor Juno» es guardiana de Juno.